# Jean Négroni
Pour les articles homonymes, voir Negroni.
Jean Négroni, né le 4 décembre 1920 à Constantine (Algérie) et mort le 28 mai 2005 à L'Île-Rousse (Haute-Corse), est un comédien et metteur en scène français.

## Biographie
Il est le fils de Charles Négroni, avoué à la Cour.
Durant ses études à l'université d'Alger, Jean Négroni entre dans le monde du théâtre grâce à Albert Camus, alors à la tête du théâtre de l'Équipe (1938), promoteur d'un théâtre populaire.
Venu en métropole au début de la guerre, Jean Négroni fait en 1944 la rencontre de Jean Vilar, à la tête de la Compagnie des Sept, et participe aux débuts du TNP et du festival d'Avignon.
Durant les années 1960, il acquiert une certaine notoriété grâce à la télévision : sa carrière est particulièrement marquée par son interprétation de Robespierre, dans l'épisode La Terreur et la Vertu de La caméra explore le temps ; il joue ensuite ce rôle au théâtre sous la direction de Robert Hossein.
Il intervient comme narrateur dans plusieurs productions, notamment le court-métrage documentaire d'Alain Resnais Les statues meurent aussi (1953), le film de Chris Marker La Jetée (1962), le long-métrage documentaire de Roger Stéphane pour la télévision, Portrait-souvenir consacré à Marcel Proust (1962),  ou encore dans l’œuvre de Pierre Henry, L’Apocalypse de Jean (1968).
En 1968, il fonde la Maison des arts et de la Culture de Créteil et en assure la direction jusqu'à sa démission en avril 1976.
Il prononce un discours d'hommage lors des obsèques d'Alain Cuny en 1994.
Crématisé à Marseille, ses cendres furent remises à la famille avant d'être inhumées dans le Tarn.

## Théâtre

### Comédien
- 1938 : Le Retour de l'enfant prodigue d'André Gide
- 1944 : Voyage au bout de la nuit d'après Louis-Ferdinand Céline, mise en scène Jean Vilar, Compagnie des Sept
- 1945 : Meurtre dans la cathédrale de Thomas Stearns Eliot, mise en scène Jean Vilar, Compagnie des Sept, théâtre du Vieux-Colombier
- 1946 : Le Bar du crépuscule d'Arthur Koestler, mise en scène Jean Vilar, Compagnie des Sept, théâtre Moncey
- 1947 : L'Histoire de Tobie et de Sara de Paul Claudel, mise en scène Maurice Cazeneuve, 1er festival d'Avignon
- 1947 : Richard II de William Shakespeare, mise en scène Jean Vilar, festival d'Avignon
- 1948 : La Mort de Danton de Georg Büchner, mise en scène Jean Vilar, festival d'Avignon
- 1948 : Richard II de Shakespeare, mise en scène Jean Vilar, festival d'Avignon
- 1948 : Shéhérazade de Jules Supervielle, mise en scène Jean Vilar, Festival d'Avignon, théâtre Edouard VII
- 1949 : Richard II de William Shakespeare, mise en scène Jean Vilar, festival d'Avignon
- 1949 : Le Cid de Corneille, mise en scène Jean Vilar, festival d'Avignon
- 1949 : Œdipe de André Gide, mise en scène Jean Vilar, festival d'Avignon
- 1951 : La Calandria de Bernardo Dovizi da Bibbiena, mise en scène René Dupuy, festival d'Avignon
- 1951 : Le Cid de Corneille, mise en scène Jean Vilar, festival d'Avignon
- 1951 : Le Prince de Hombourg d'Heinrich von Kleist, mise en scène Jean Vilar, festival d'Avignon
- 1951 : Mère Courage de Bertolt Brecht, mise en scène Jean Vilar, théâtre de la Cité-Jardins (Suresnes)
- 1952 : L'Avare de Molière, mise en scène Jean Vilar, Théâtre de Chaillot, puis festival d'Avignon
- 1952 : Nucléa d'Henri Pichette, mise en scène Gérard Philipe et Jean Vilar, TNP théâtre de Chaillot
- 1952 : Le Prince de Hombourg d'Heinrich von Kleist, mise en scène Jean Vilar, festival d'Avignon
- 1952 : Lorenzaccio d’Alfred de Musset, mise en scène Gérard Philipe, festival d'Avignon
- 1957 : L'Équipage au complet de Robert Mallet, mise en scène Henri Soubeyran, Comédie de Paris
- 1959 : Le Crapaud-buffle d'Armand Gatti, mise en scène Jean Vilar, théâtre Récamier
- 1963 : Noces de sang de Federico García Lorca, mise en scène Bernard Jenny, théâtre du Vieux-Colombier
- 1966 : Le Grand Cérémonial de Fernando Arrabal, mise en scène Georges Vitaly, théâtre des Mathurins
- 1967 : Partage de midi de Paul Claudel, mise en scène Jean-Louis Barrault, théâtre des Célestins
- 1972 : Le Misanthrope de Molière, mise en scène Jean Négroni, Maison des arts et de la culture de Créteil
- 1977 : Pauvre Assassin de Pavel Kohout, mise en scène Michel Fagadau, théâtre de la Michodière
- 1979 : Danton et Robespierre d'Alain Decaux, Stellio Lorenzi et Georges Soria, mise en scène Robert Hossein, palais des congrès de Paris
- 1980 : Le Conte d'hiver de William Shakespeare, mise en scène Jorge Lavelli, festival d'Avignon puis théâtre de la Ville
- 1987 : Britannicus de Racine, mise en scène Jean Leuvrais, Carré Silvia-Monfort
- 1988 : La Liberté ou la Mort d'après Danton et Robespierre d'Alain Decaux, Stellio Lorenzi et Georges Soria, mise en scène Robert Hossein, Palais des congrès de Paris
- 2001 : Marie Hasparren de Jean-Marie Besset, mise en scène Jacques Rosner, théâtre 14 Jean-Marie Serreau puis espace Cardin

### Metteur en scène
- Le Grand Cérémonial de Fernando Arrabal[Quand ?]
- Les Chaises d'Eugène Ionesco[Quand ?]
- 1953 : Le Chevalier de neige de Boris Vian
- 1956 : Comme avant, mieux qu'avant de Luigi Pirandello, théâtre de Paris
- 1957 : Satire en trois temps,quatre mouvements de Robert Mallet, Comédie de Paris
- 1958 : L'Étrangère dans l'île de Georges Soria, studio des Champs-Élysées
- 1959 : Mascarin de José-André Lacour, théâtre Fontaine
- 1959 : Les Bâtisseurs d'empire de Boris Vian, théâtre Récamier
- 1971 : Dieu aboie-t-il ? (ou Adorable Pucelle) de François Boyer, théâtre des Mathurins
- 1972 : Le Misanthrope de Molière, Maison des arts et de la culture de Créteil
- 1972 : Cet animal étrange de Gabriel Arout, théâtre La Bruyère
- 1972 : Les Justes d'Albert Camus, Maison des arts et de la culture de Créteil
- 1975 : Le Prince de Hombourg d'Heinrich von Kleist, Maison des arts et de la culture de Créteil
- 1986 : Roméo et Juliette de William Shakespeare
- 2002 : Kindertransport de Diane Samuels, théâtre Rachi (Paris)

## Filmographie

### Cinéma
- 1941 : Premier Rendez-vous d'Henri Decoin
- 1942 : Les Inconnus dans la maison d'Henri Decoin
- 1942 : Les Cadets de l'océan de Jean Dréville
- 1946 : Patrie de Louis Daquin
- 1957 : Un certain monsieur de René Jolivet
- 1960 : L'Enclos d'Armand Gatti
- 1964 : La Cage de verre de Jean-Louis Levi-Alvarès et Philippe Arthuys
- 1965 : La Dame de pique de Léonard Keigel
- 1966 : Paris brûle-t-il ? de René Clément
- 1966 : Le Deuxième Souffle de Jean-Pierre Melville
- 1972 : Jean Vilar, une belle vie de Jacques Rutman (documentaire, témoignage)
- 1975 : L'Alpagueur de Philippe Labro
- 1977 : Pourquoi ? d'Anouk Bernard
- 1979 : I... comme Icare d'Henri Verneuil
- 1979 : Noces de sève de Philippe Arthuys

### Courts métrages
- 1960 : Le Sourire de Serge Bourguignon
- 1963 : La Demoiselle de cœur de Philippe Arthuys
- 1964 : La Journée de Pernette d'Alain Saury
- 1965 : Le Dernier Matin d'Alexandre Pouchkine de Maurice Fasquel
- 1965 : Évariste Galois d'Alexandre Astruc
- 1967 : Au temps des châtaignes, court métrage de Jean-Michel Barjol (voix)
- 1968 : Mario Prassinos de Lucien Clergue
- 1970 : Un temps pour la mémoire de Georges Plessis
- 1991 : Céleste de Laurent Tuel (court métrage)

### Télévision
- 1963 : La Première Légion, téléfilm de Gilbert Pineau : le père Ahern
- 1964 : Rocambole de Jean-Pierre Decourt, épisode  Les Étrangleurs : Guhri / Ali Remjay
- 1964 : La Terreur et la Vertu de Stellio Lorenzi : Maximilien de Robespierre
- 1966 : En votre âme et conscience, épisode : Le Secret de la mort de monsieur Rémy de  Jean Bertho
- 1977 : Richelieu, le Cardinal de velours de Jean-Pierre Decourt : Mazarin
- 1978 : Messieurs les jurés
  - L'Affaire Montigny d'André Michel : le président
  - L'Affaire Moret d'André Michel : le président
- 1983 : Les Enquêtes du commissaire Maigret, épisode : La Colère de Maigret d'Alain Levent
- 1984 : Irène et Fred, téléfilm de Roger Kahane
- 1984 : Marie Pervenche de Claude Boissol, épisode : Un Hérisson dans la tête
- 1988 : Les Enquêtes du commissaire Maigret : La morte qui assassina de Youri
- 1988 : Les Enquêtes du commissaire Maigret, ép.L'Homme dans la rue, de Jean Kerchbron

## Doublage

### Cinéma

#### Films
- Ben Kingsley dans :
  - Maurice : Lasker-Jones
  - Les Experts : Cosmo
  - À la recherche de Bobby Fischer : Bruce Pandolfini
  - La Liste de Schindler : Itzhak Stern
  - La Mutante : Fitch
  - The Confession : Harry Fertig
  - De quelle planète viens-tu ? : Graydon
  - A.I. Intelligence artificielle : Le Spécialiste (voix)
- F. Murray Abraham dans :
  - Maudite Aphrodite : le coryphée
  - Mimic : docteur Gates
- 1970 : Le Cercle rouge : Vogel (Gian Maria Volontè)
- 1973[4] : L'Exorciste : l'évêque Michael (Wallace Rooney)
- 1977 : L'Ultimatum des trois mercenaires : le secrétaire d'État Arthur Renfrew (Joseph Cotten)
- 1978[5] : Superman : Premier Sage de Krypton (Trevor Howard)
- 1983 : Papy fait de la résistance : le narrateur
- 1987 : Cérémonie d'amour : le narrateur
- 1995 : La Folie du roi George : George III (Nigel Hawthorne)
- 1996 : Le Fantôme du Bengale : le père du Fantôme (Patrick McGoohan)
- 1997 : Los Angeles 2013 : le président des États-Unis (Cliff Robertson)
- 1998 : Psycho : shérif Chambers (Philip Baker Hall)
- 1998 : Vampires : cardinal Alba (Maximilian Schell)
- 1998 : Babe 2, le cochon dans la ville : le narrateur
- 1999 : L'Enfer du dimanche : le commissaire (Charlton Heston)
- 1999 : La Fin d'une liaison : Mr. Savage (James Bolam)
- 2000 : La Maison de l'horreur : lui-même (Peter Graves)
- 2000 : Tigre et Dragon : seigneur Te (Sihung Lung)
- 2000 : Bêtes de scène : le docteur Chuck Nelken (Jay Brazeau)
- 2000 : Wonder Boys : Hank (Philip Bosco)
- 2002 : Un homme d'exception : Thomas King (Austin Pendleton)
- 2002 : Le Roi scorpion : Philos (Bernard Hill)
- 2004 : Troie : Priam (Peter O'Toole)

### Télévision

#### Séries télévisées
- 1985 : Les Mondes engloutis de Michel Gauthier : le narrateur
- 1987 : Rahan, fils des âges farouches : le narrateur
- 1997 : Blake et Mortimer : le docteur Longneck
- 1998 : Papyrus : Raouser
- 2003 : Hitler : La Naissance du mal : le président Paul von Hindenburg (Peter O'Toole)

## Voix-off
- 1953 : Les statues meurent aussi d'Alain Resnais et Chris Marker (court métrage)
- 1956 : La Passe du diable de Jacques Dupont et Pierre Schoendoerffer (documentaire)
- 1957 : La 231 D 735 de Yves Clara (documentaire sur la locomotive à vapeur; texte de Émile Zola (la bête humaine), bonus du DVD "La Roue", coll. La séance
- 1960 : L'Eau et la Pierre de Carlos Vilardebo (court métrage)
- 1960 : La Petite Cuillère de Carlos Vilardebo (court métrage)
- 1962 : La Mémoire courte d'Henri Torrent et Francine Presmyler (film de montage)
- 1962 : À la rencontre de Wolfgang Amadeus Mozart de Pierre Viallet (documentaire)
- 1962 : Dix juin 1944 de Maurice Cloche (documentaire)
- 1962 : La Jetée de Chris Marker et Jacques Ledoux (court métrage)
- 1962 : Marcel Proust Portrait-souvenir, de Roger Stéphane  (long métrage documentaire)
- 1963 : Illuminations de François Reichenbach et Jonathan Battes (court métrage)
- 1963 : Le Pèlerin perdu de Guy Jorré (court métrage)
- 1963 : Tel un fleuve de Pierre Lary (court métrage)
- 1963 : La Mémoire courte d'Henri Torrent et Francine Premysler (documentaire)
- 1964 : Bassae de Jean-Daniel Pollet (court métrage)
- 1964 : L'Escalier d'Édouard Luntz (court métrage)
- 1964 : Évariste Galois d'Alexandre Astruc (court métrage)
- 1965 : Delphes de Colette Mary (court métrage)
- 1965 : Ohrid Express de Jean Dasque et Robert Legrand (court métrage)
- 1965 : Peintres français d'aujourd'hui : Jean Lurçat de Jacques Simonet (documentaire)
- 1966 : Illusions perdues de Maurice Cazeneuve
- 1968 : Le Pays d'Arles de Jean Lehérissey (documentaire)
- 1968 : Les Enfants de Néant de Michel Brault (documentaire)
- 1969 : Dieu a choisi Paris de Philippe Arthuys et Gilbert Prouteau (documentaire et film de montage)
- 1969 : Charles Le Brun de Frédéric Mégret (documentaire)
- 1969 : Claude Le Lorrain de Frédéric Mégret (documentaire)
- 1969 : Nicolas Poussin de Frédéric Mégret (documentaire)
- 1969 : La 231 D 735 d'Y. Clara (court métrage)
- 1970 : Voyage chez les vivants d'Henry Brandt
- 1978 : La Nuit transfigurée de Roland Melville (court métrage)
- 1987 : Cérémonie d'amour de Walerian Borowczyk

## Divers
- 1960-1965 : prête sa voix à Stéphane Pizella dans les émissions de radio de la R.T.F., Méridienne et Les nuits du bout du monde, lors des absences de ce dernier pour raison de santé.
- 1969 : prête sa voix à l'œuvre de musique concrète de Pierre Henry L'Apocalypse de Jean, Oratorio électronique en 5 temps.
- 2000 : Une histoire, une rêve, conte musical d'Olivier Chancelier.